# Stathmopoda percnophthalma
Stathmopoda percnophthalma is een vlinder uit de familie Stathmopodidae. De wetenschappelijke naam van de soort is voor het eerst geldig gepubliceerd in 1971 door Clarke.